# Lago Doiran
El lago Doiran  (macedonio, Доjранско Езеро, Dojransko Ezero; griego, Λίμνη Δοϊράνη, Límni Doïráni) es un lago con una superficie de 43,1 km² compartida entre los países de Macedonia del Norte (27,3 km²) y Grecia (Macedonia Occidental dentro de la Macedonia griega) (15,8 km²). Al oeste está la ciudad de Dojran, al este el pueblo de Mouries, al norte la montaña Belasica/Beles y al sur la ciudad griega de Doirani. El lago tiene una forma redondeada, una profundidad máxima de 10 m y una longitud del norte al sur de 8,9 km y tiene 7,1 km en su punto más ancho, que hacen de él el tercer lago más grande parcialmente en Macedonia del Norte después del lago Ohrid y lago Prespa.
El lago estaba en la línea meridional del frente macedonio durante la Primera Guerra Mundial, y en su costa meridional tuvieron lugar las batallas de Doiran entre las tropas aliadas griegas y británicas de la Triple Entente, que atacaron desde el sur, y tropas búlgaras aliadas a los Imperios Centrales, atrincheradas al este del lago. Un monumento a la batalla y dos cementerios para las tropas griegas y británicas se alzan sobre una colina unos pocos cientos de metros al sur del lago.